# North American Aviation
North American Aviation NAA je bilo veliko ameriško letalsko-vojaško-vesoljsko podjetje in eden najpomembnejših razvojnih proizvajalcev vojaških letal v 20.stoletju. NAA je zaslovel z letali: Navion, Commander, T-6, T-28, B-25, P-51, F-86, X-15 in XB-70. Med poznavalci so njihova letala zelo cenjena zaradi kvalitetne izdelave, močne konstrukcije, odličnih podvozji, dobre inštrumentalne opremljenosti in preglednosti ter udobnosti. Na trgu proizvodnje splošnega letalstva je konkurial "velikim trem": Cessni, Piperju in Beechcraftu, pri čemer je veljal za primerljivega z Beechcraftom, če prav bazično ekonomsko področje trga NAA ni bilo splošno letalstvo.    
North American je znan po: trenažerjih: T-6 Texan, T-28 Trojan, T-2 Buckeye; lovcih: P-51 Mustang, F-86 Sabre, F-86D Sabre Dog, F-100 Super Sabre; bombnikih: B-25 Mitchell, B-1 Lancer; eksperimentalnih plovilih: X-15, XB-70 Valkyrie; vesoljskem programu: Space Shuttle, Apollo, servisni in komandni modul in 2. stopnji Saturn V; poslovnem letalu: Sabreliner; športnih letalih: Navion in Commander 112/114.   
Najbolj znan testni pilot družbe North American Aviation je bil letalski as Robert Anderson "Bob" Hoover, ki je še dolga desetletja v pokoju navduševal občinstvo na letalskih mitingih z letali: P-51 Mustang, Shrike Commnader, Sabreliner, Commander 114 in ostalimi, ki jih je originalno testiral, ko so bili še prototipi.  
Pozneje je podjetje postalo del Rockwell International, le-ta pa je sedaj del Boeinga.

## Letala
- North American A-5 Vigilante
- North American A-27
- North American A-36 Apache
- North American AJ Savage
- Rockwell B-1 Lancer
- North American B-25 Mitchell
- North American B-45 Tornado
- North American BT-9
- North American F-82 Twin Mustang
- North American F-86 Sabre
  - North American F-86D Sabre
- North American F-100 Super Sabre
- Rockwell Commander 112
- North American F-107
- North American FJ-1 Fury
  - North American FJ-2/-3 Fury
  - North American FJ-4 Fury
- L-17 Navion
- North American NA-16
- North American NA-35
- NA-335
- North American O-47
- North American Rockwell OV-10 Bronco
- North American P-51 Mustang
  - P-51VLR
- North American P-64
- North American T-2 Buckeye
- North American T-6 Texan
- North American T-28 Trojan
- North American T-39 Sabreliner
- North American X-10
- North American X-15
- North American XB-21
- North American XB-28
- North American XB-70 Valkyrie
- North American XF-108 Rapier
- North American YF-93
- North American XA2J Super Savage
- North American XSN2J

## Vesoljska plovila
- Apollo Command/Service Module
- North American DC-3
- Skylab Rescue

## Rakete
- AGM-28 Hound Dog
- AGM-64 Hornet
- RTV-A-3 NATIV
- SM-64 Navaho
- S-II - druga stopnja nosilne rakete Saturn V
- Little Joe (raketa)
- Little Joe II

## Vojaška brezpilotna letala
- North American MQM-42 Redhead-Roadrunner